# Джифони Сей Казали
Джифо̀ни Сей Каза̀ли (на италиански: Giffoni Sei Casali; на неаполитански: Gefun, Дъфун) е община в Южна Италия, провинция Салерно, регион Кампания. Разположена е на 250 m надморска височина. Населението на общината е 5322 души (към 2010 г.).
Общината се състои от шест селища (от чийто брой произхожда името ѝ, на италиански Sei Casali значи шест селища):
- Капитияно (Capitignano – административен център)
- Капоказале (Capocasale)
- Малке (Malche)
- Препецано (Prepezzano)
- Сиети Алто (Sieti Alto)
- Сиети Басо (Sieti Basso)